# 河童の女
『河童の女』（かっぱのおんな）は、2020年公開の日本映画。監督は辻野正樹。
監督&俳優養成スクール・ENBUゼミナール《シネマプロジェクト》の第9弾作品。

## あらすじ
柴田浩二は、川辺の民宿で生まれ、今もそこで働きながら暮らしている。
ある日、社長である父親が、見知らぬ女と出て行った。浩二は一人で民宿を続ける事となり、途方に暮れる。そんな中、東京から家出してきたという女が現れ、住み込みで働く事に。美穂と名乗るその女に浩二は惹かれ、誰にも話した事の無い少年時代の河童にまつわる出来事を語る。
このままずっと二人で民宿を続けていきたいと思う浩二だったが、美穂にはそれが出来ない理由があった。

## 登場人物
柴田浩二
演 - 青野竜平
実家の川辺にある民宿で働く男。
梅原美穂
演 - 郷田明希
東京から家出をしてきたという謎の女。
柴田新一
演 - 斎藤陸
浩二の兄。
柴田廉夫
演 - 近藤芳正
浩二の父で民宿の社長。見知らぬ女と駆け落ちをする。
屋島景子
演 - 瑚海みどり
民宿の従業員。
小宮美佐子
演 - 飛幡つばさ
浩二の父と駆け落ちする女。
野田春美
演 - 和田瑠子
町内会のメンバー。民宿の常連。
花田良雄
演 - 中野マサアキ
町内会のメンバー。民宿の常連。
島川勉
演 - 家田三成
町内会のメンバー。民宿の常連。
深川昌一
演 - 福吉寿雄
町内会のメンバー。民宿の常連。
黄
演 - 山本圭祐
民宿の客。
馬場さくら
演 - 辻千恵
YouTuber。
赤城純也
演 - 大鳳滉
YouTuber。
桂山良太
演 - 佐藤貴広
YouTuber。
中村崇
演 - 木村龍
あゆみの彼氏。
井上あゆみ
演 - 三森麻美
新一の元カノ。
飯島刑事
演 - 火野蜂三
刑事。
伊勢原刑事
演 - 山中雄輔
刑事。

## スタッフ
- 監督・脚本：辻野正樹
- 撮影・編集：小美野昌史
- 照明：淡路俊之、津田道典
- 録音・整音：松野泉
- 監督補：大崎章
- 助監督：中村圭良
- ラインプロデューサー：鈴木徳至
- 美術：中村哲太郎
- 衣装：小宮山芽以
- ヘアメイク：河本花葉
- 特殊造形：土肥良成
- スタントコーディネーター：雲雀大輔
- 音楽：桜井芳樹
- プロデューサー：市橋浩治
- 製作・配給：ENBUゼミナール